# لوسي دوغان
لوسي دوغان (بالإنجليزية: Lucy Dougan)‏ هي شاعرة أسترالية، ولدت في 1966 في برث في أستراليا.